# بوهومیلا ریمناچووا
بوهومیلا ریمناچووا (چکی: Bohumila Řimnáčová؛ زادهٔ ۹ سپتامبر ۱۹۴۷) ژیمناست هنری اهل چکسلواکی بود.